# Rosa 'Mainzer Fastnacht'
'Mainzer Fastnacht' (el nombre del obtentor registrado de 'Mainzer Fastnacht'® ), es un cultivar de rosa que fue conseguido en Alemania en 1964 por el rosalista alemán Mathias Tantau jun.. Se llama así por el Carnaval de Maguncia

## Descripción
'Mainzer Fastnacht' es una rosa moderna de jardín cultivar del grupo Híbrido de té.
El cultivar procede del cruce de planta de semillero de 'Sterling Silver' x planta de semillero.
Las formas arbustivas del cultivar tienen porte erguido bien ramificado y alcanza de 60 a 150 cm de alto con 60 cm de ancho. Las hojas son de color verde oscuro y brillante.
Capullos alargados y puntiagudos. Sus delicadas flores de color rojo lavanda. Fragancia fuerte varia según opiniones. Rosa de 40 pétalos diámetro grande de 4". La flor doble de 17 a 25 pétalos, generalmente flor solitaria clásica híbrido de té. 
Florece en oleadas a lo largo de la temporada. Primavera o verano son las épocas de máxima floración, si se le hacen podas más tarde tiene después floraciones dispersas.

## Origen
El cultivar fue desarrollado en Alemania por el prolífico rosalista alemán Mathias Tantau jun. en 1964. 'Mainzer Fastnacht' es una rosa híbrida triploide con ascendentes parentales de planta de semillero de 'Sterling Silver' x planta de semillero.
El obtentor fue registrado bajo el nombre cultivar de 'Mainzer Fastnacht'® por Mathias Tantau jun. en 1964 y se le dio el nombre comercial de exhibición 'Blue Moon'™.
También se la conoce por los sinónimos de 'Blue Moon'™, 'Sissi'® , 'Sissy', 'TANsi0343'®, ' TANsi', 'TANnacht', 'Blå Måndag', 'Blue Monday', 'Mainzer Rad', y 'Navo-Rose'.
La rosa fue conseguida por Mathias Tantau jun. en Alemania antes de 1963 e introducida en Alemania en 1964 como 'Mainzer Fastnacht'.

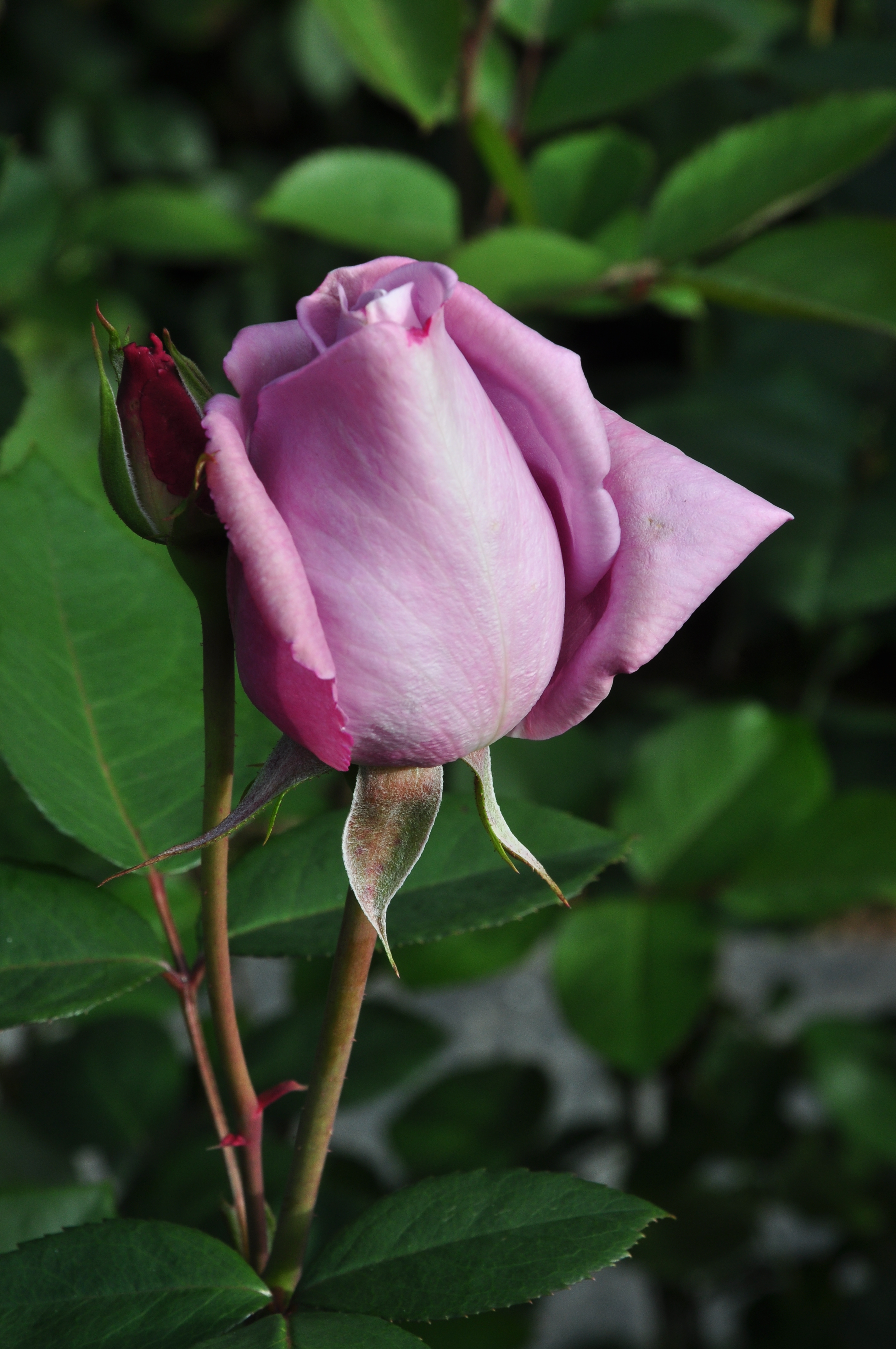
Capullo de 'Mainzer Fastnacht' ('Blue Moon')
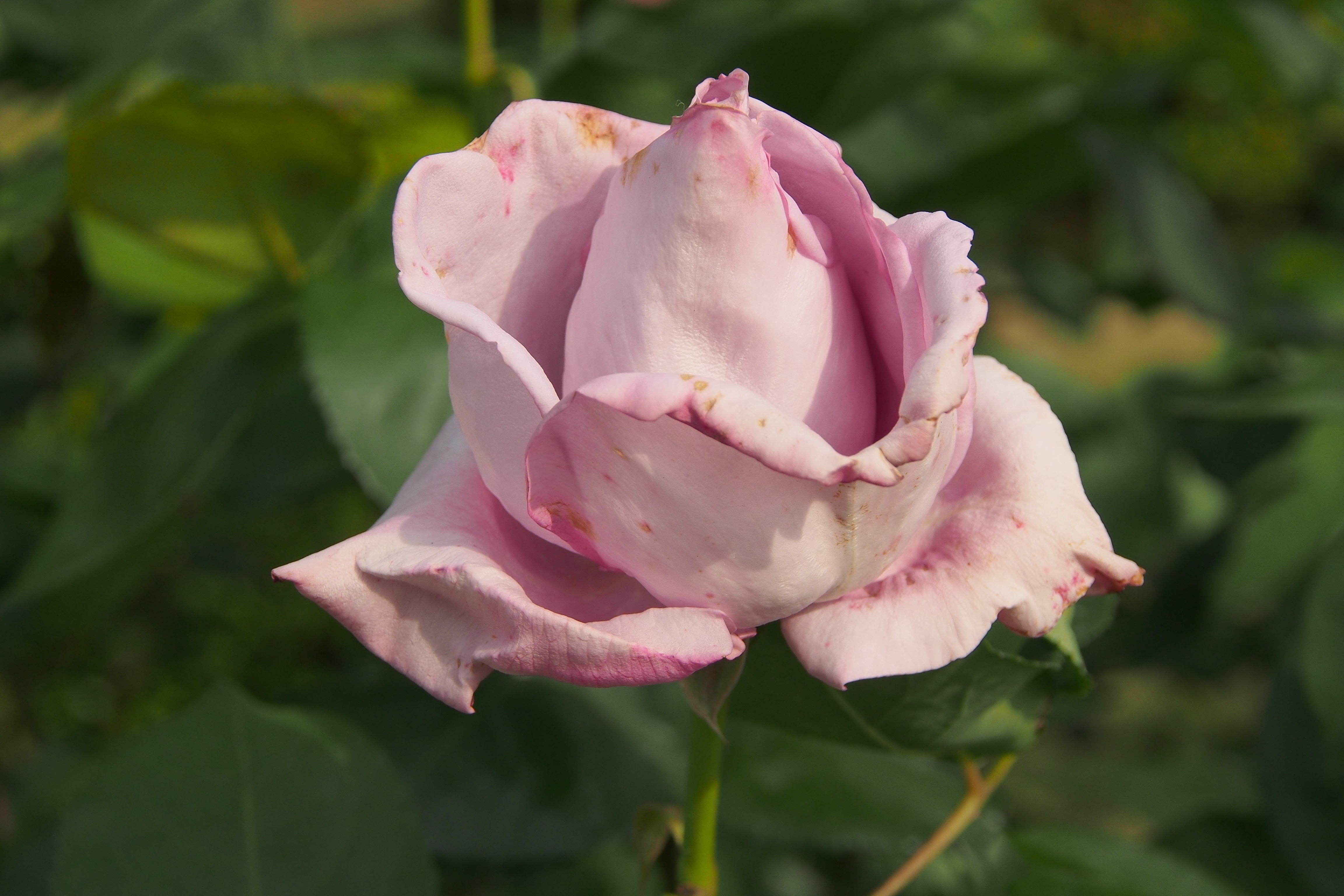
'Mainzer Fastnacht' ('Blue Moon')
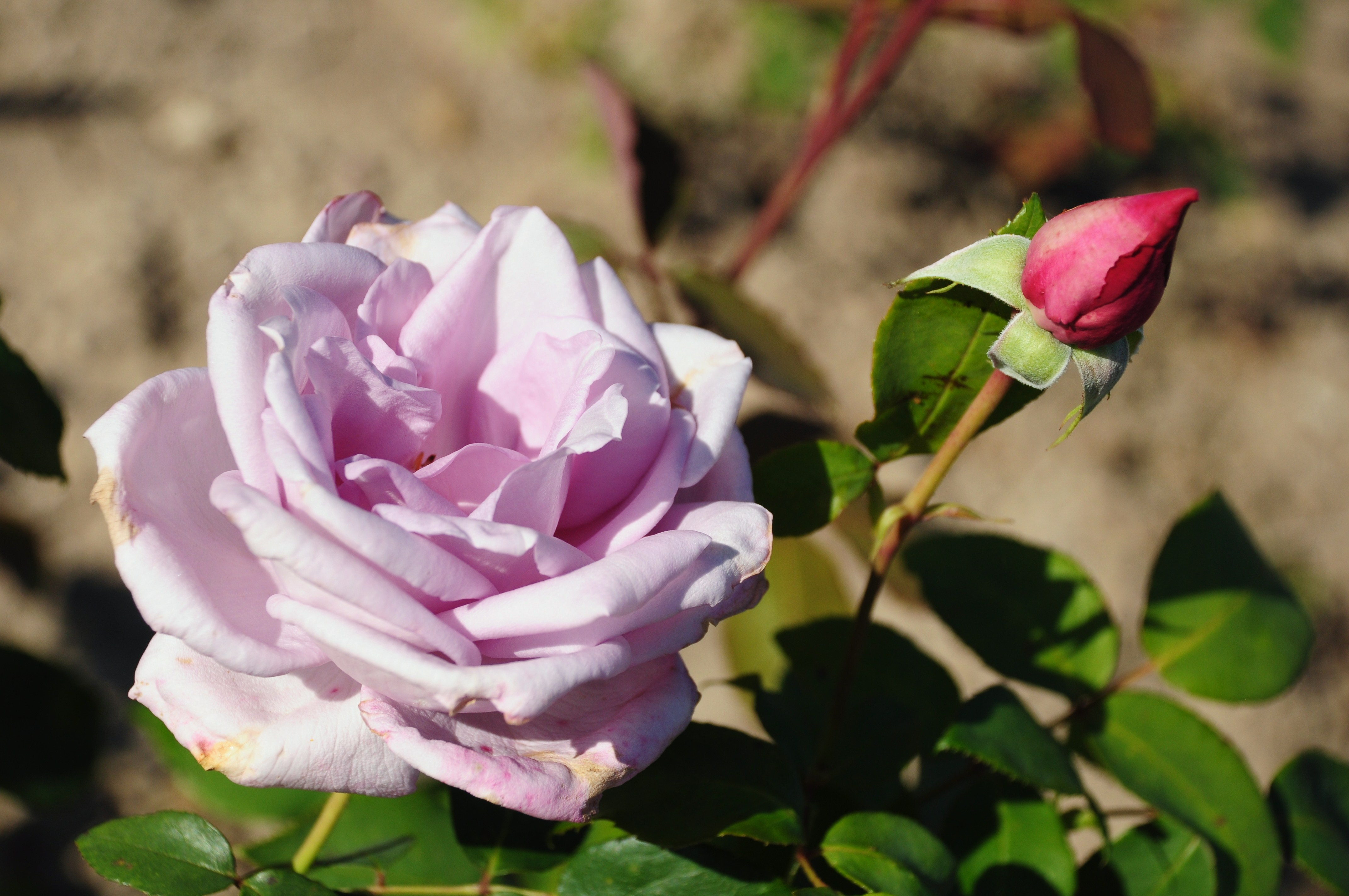
'Mainzer Fastnacht' ('Blue Moon')
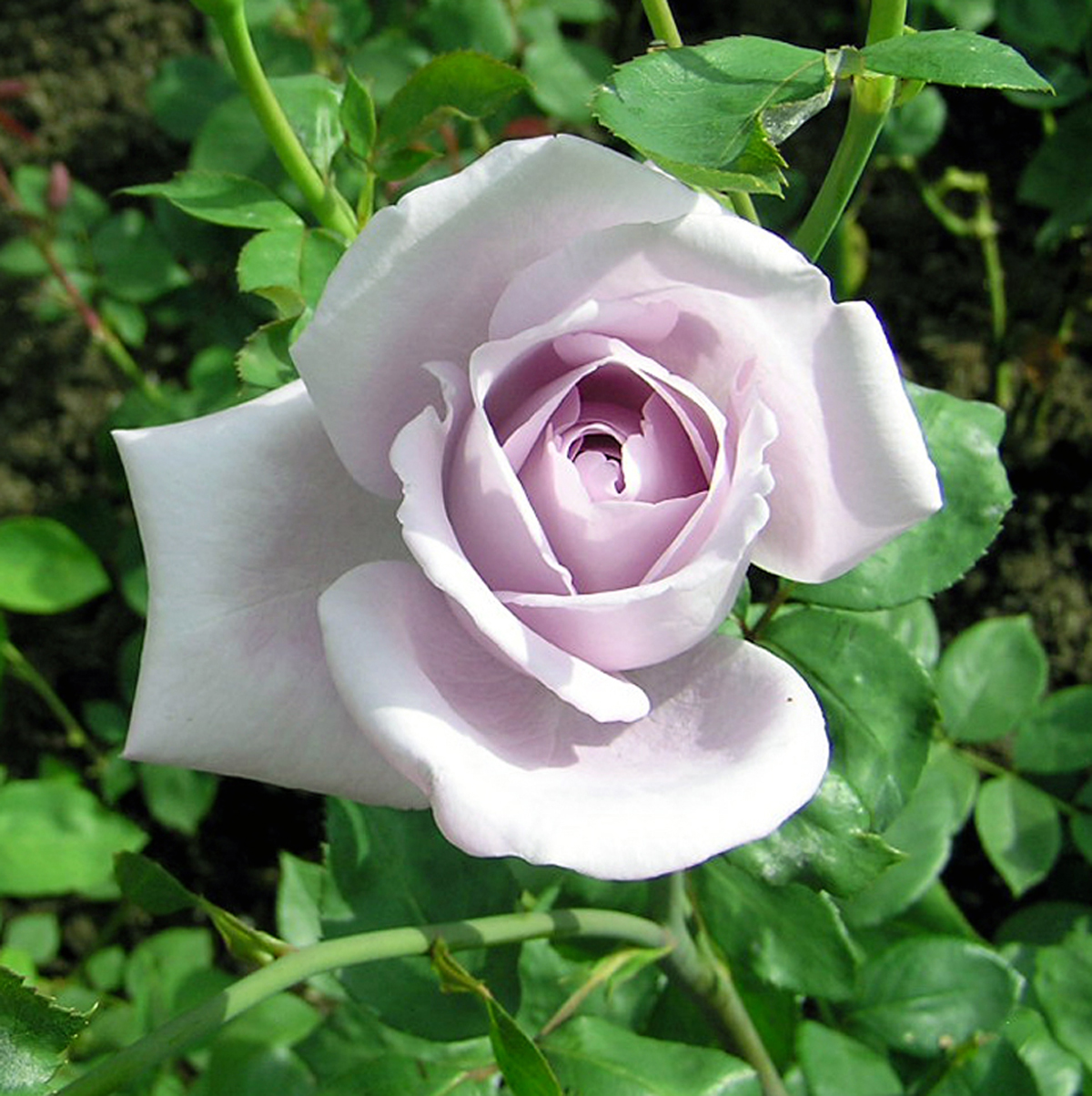
'Mainzer Fastnacht' ('Blue Moon')

## Premios y galardones
- ADR 1964

## Cultivo
Aunque las plantas están generalmente libres de enfermedades, es posible que sufran de punto negro en climas más húmedos o en situaciones donde la circulación de aire es limitada.
Las plantas toleran la sombra, a pesar de que se desarrollan mejor a pleno sol. En América del Norte son capaces de ser cultivadas en USDA Hardiness Zones 7b a más cálido. La resistencia y la popularidad de la variedad han visto generalizado su uso en cultivos en todo el mundo.
Puede ser utilizado para las flores cortadas, jardín o columnas. Vigorosa. En la poda de Primavera es conveniente retirar las cañas viejas y madera muerta o enferma y recortar cañas que se cruzan. En climas más cálidos, recortar las cañas que quedan en alrededor de un tercio. En las zonas más frías, probablemente hay que podar un poco más que eso. Requiere protección contra la congelación de las heladas invernales.

## Desportede esta rosa

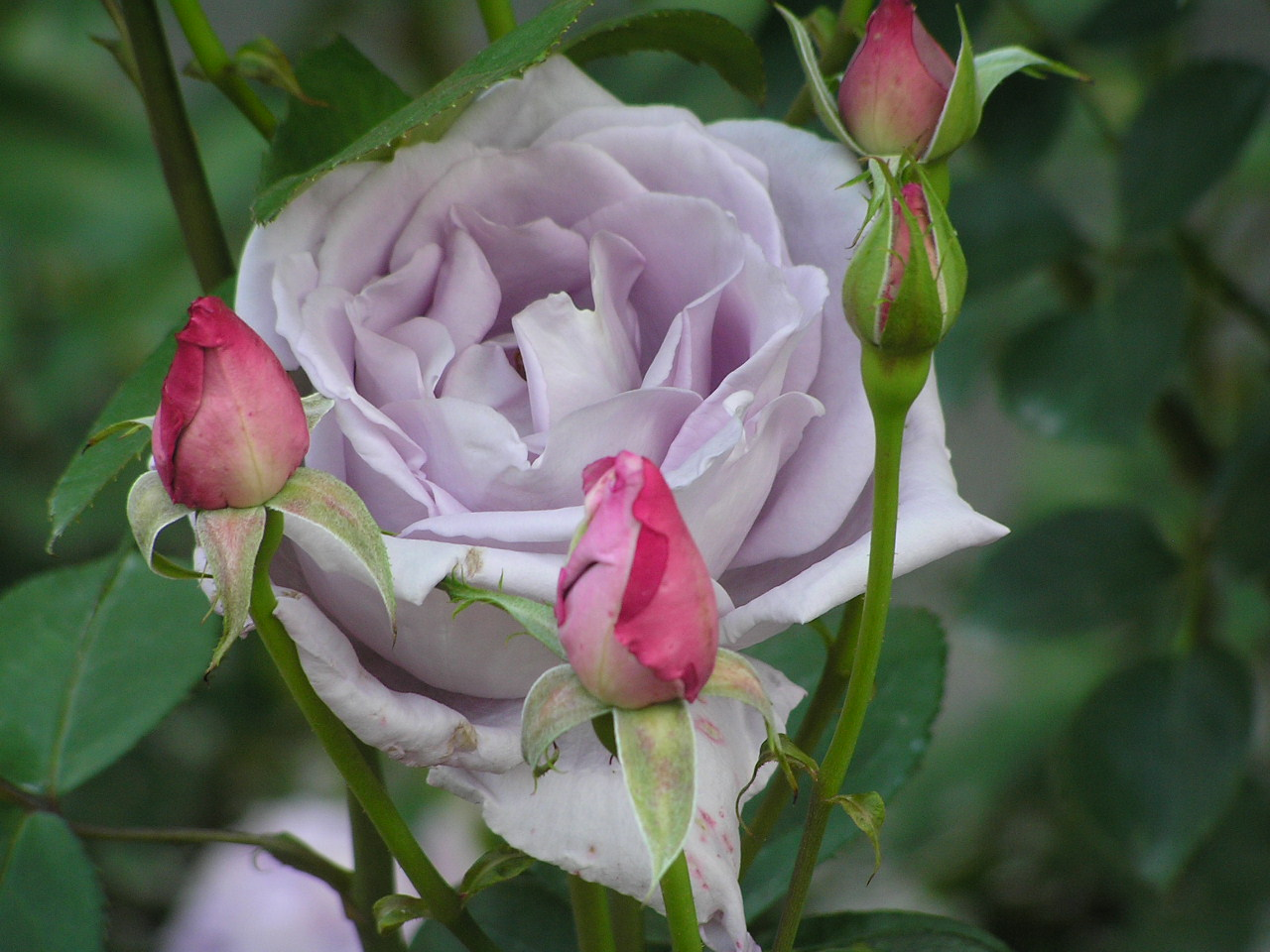
'Blue Moon', Cl., Julie Jackson (Australia, 1978).

## Obtentoresyvariedadesderivadas
Debido a las características deseables de la rosa 'Mainzer Fastnacht' ('Blue Moon'), se ha utilizado como ascendente parental en cruces con otras variedades para la obtención de obtentores de nuevas rosas, así:

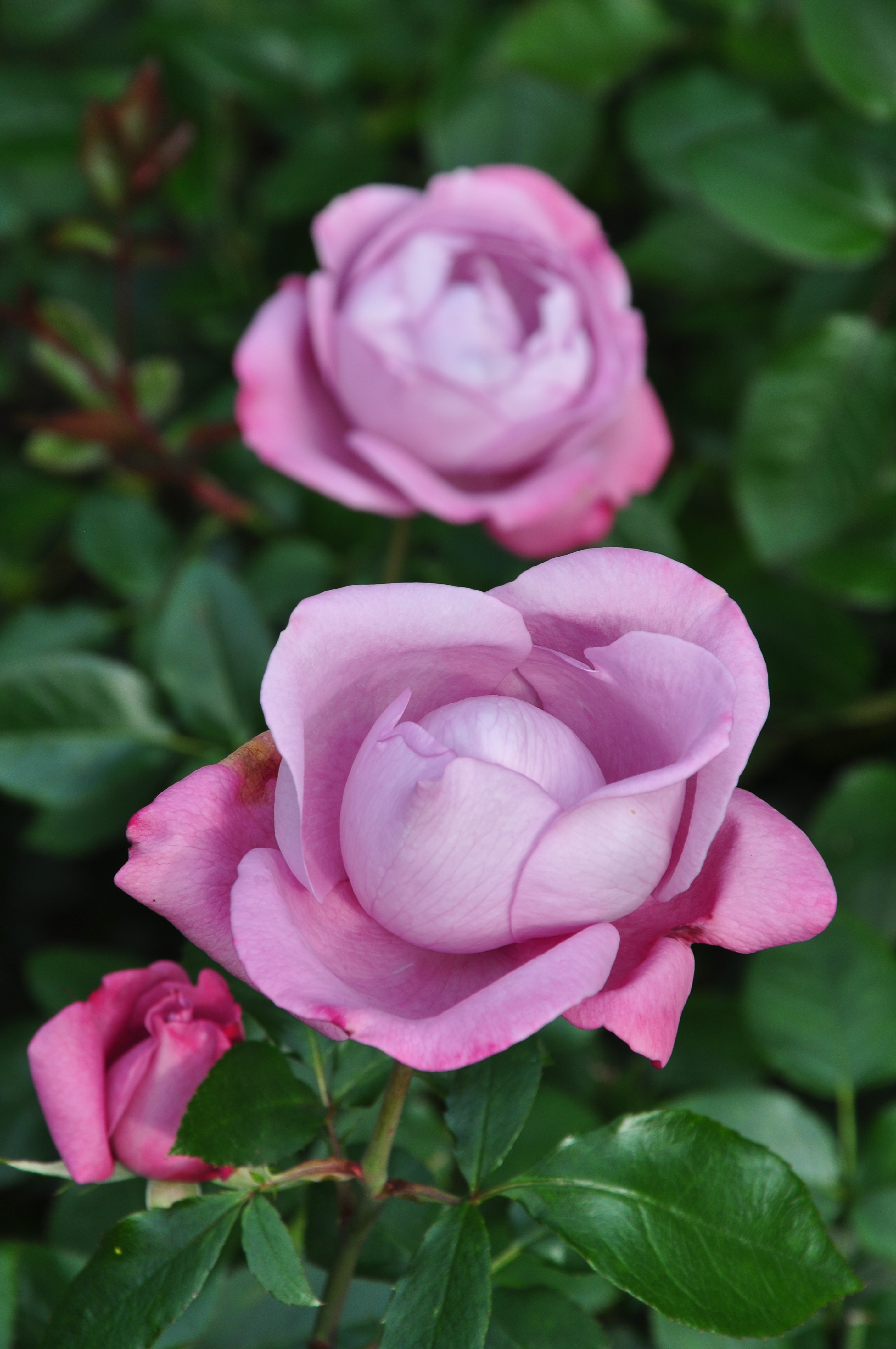
'Blue River' Kordes 1983 'Blue Moon' × 'Zorina'
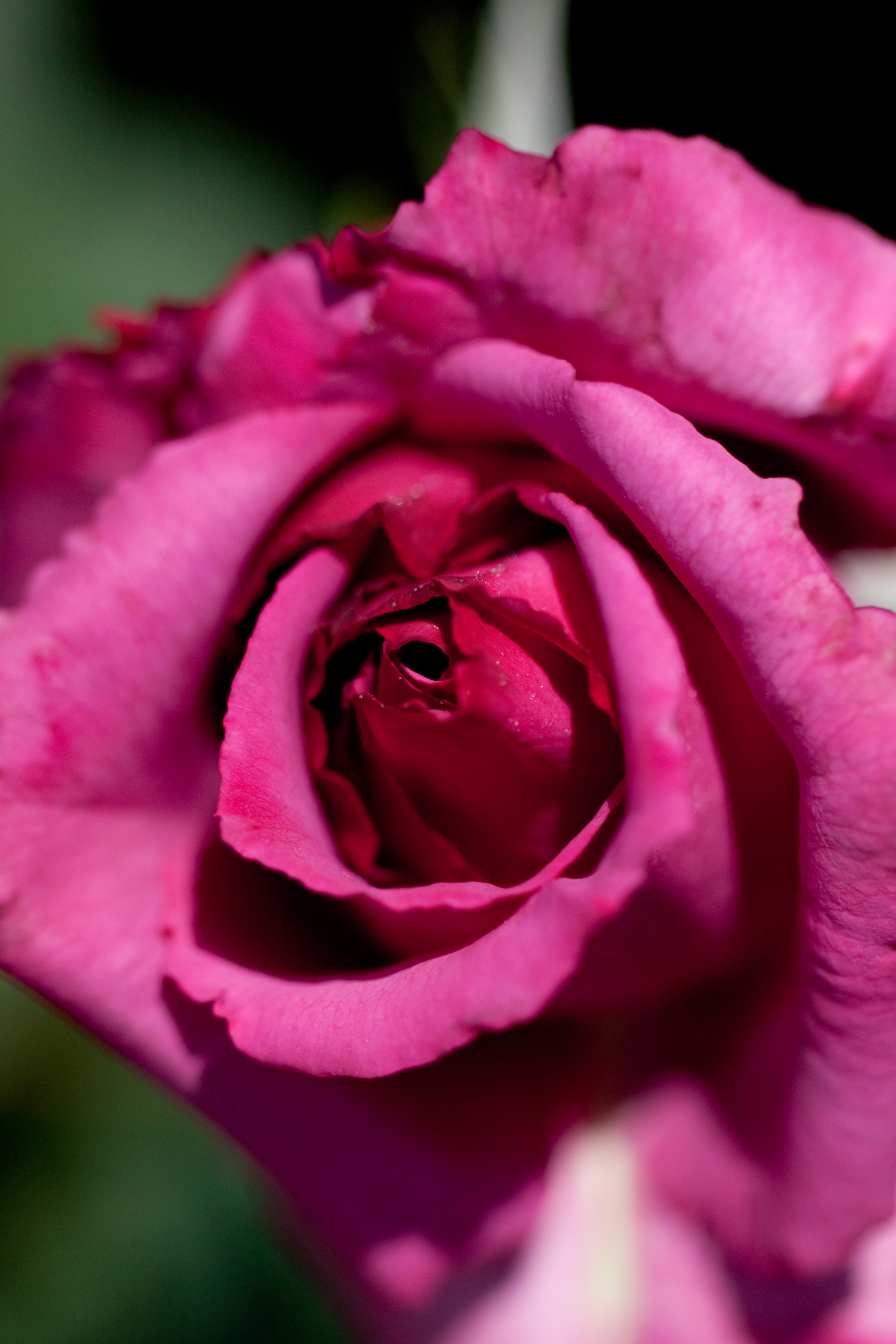
'Shi-un' Suzuki 1984 ('Blue Moon' × 'Twilight') × ('Red American Beauty' × 'Happiness')